# Sabatieria splendens
Sabatieria splendens is een rondwormensoort uit de familie van de Comesomatidae. De wetenschappelijke naam van de soort is voor het eerst geldig gepubliceerd in 1967 door Hopper.